# LUX 038
LUX 038 fue un evento de artes marciales mixtas producido por LUX Fight League, que se llevó a cabo el 1 de diciembre de 2023 en el Showcenter Complex de Monterrey, Nuevo León, México.

## Antecedentes
El evento estelar contó con una pelea por el Campeonato de Peso Gallo de LUX entre el campeón José Roura y Juan Díaz.
La pelea coestelar contó con un combate de peso mosca entre Kike González y Emilio Cuéllar.

## Resultados
1. ↑  Por el Campeonato de Peso Gallo de LUX